# Шапаренко, Константин Константинович
Константин Константинович Шапаренко (1908—1941) — советский ботаник, систематик, геоботаник, палеоботаник, историк ботаники, кандидат биологических наук.

## Биография
В 1930 году окончил Ленинградский государственный университет. С 1929 года сотрудник Ботанического сада БИН АН СССР; прошел в БИНе аспирантуру и защитил кандидатскую диссертацию на тему «Пути эволюции некоторых растительных групп».
С 1936 года работал во вновь организованном Секторе палеоботаники при Отделе систематики и географии (высших растений) БИНа. Накануне Великой Отечественной войны защитил докторскую диссертацию на тему «История сальвиний».
Константин Константинович обработал во «Флоре СССР» сложные в таксономическом отношении роды бобовых Верблюжья колючка (Alhagi) и Пузырник (Colutea), описав новые виды в каждом из них.
Участник Великой Отечественной войны, погиб (пропал без вести) в 1941 году на Ленинградском фронте.
В честь К. К. Шапаренко назван вид растений Hieracium shaparenkoi Schljakov (1977).

## Труды
- Шапаренко К. К. Сравнительные анатомо-экологические исследования листочков перистых листьев и филлодиев у Acacia melanoxylon R. Br. // Советская ботаника. — 1933. — № 2.
- Шапаренко К. К. Материалы к систематико-экологической монографии рода Alhagi Tourn. ex Adans / Б. А. Келлер, К. К. Шапаренко // Советская ботаника. — 1933. — № 3—4. — С. 150—185.
- Шапаренко К. К. К вопросу о роли Линнея в развитии ботаники (к 200-летию выхода первого издания Systema Naturae) // Природа. — 1935. — № 7. — С. 68—77.
- Шапаренко К. К. Ближайшие предки Ginkgo biloba L. // Труды Ботанического института АН СССР. Серия 1 «Флора и систематика высших растений». — 1936. — Вып. 2. — С. 5—32.
- Шапаренко К. К. Liriodendron — Тюльпанное дерево (введение в эволюционную монографию) // Труды Ботанического института АН СССР. Серия 1 «Флора и систематика высших растений». — 1937. — Вып. 4. — С. 93—170.
- Шапаренко К. К. Ископаемые Leguminosae и некоторые вопросы классификации палеоботанических находок // Ботанический журнал. — 1940. — Т. 25, № 2. — С. 102—121.
- Шапаренко К. К. Род 803. Пузырник — Colutea // Флора СССР = Flora URSS : в 30 т. / гл. ред. В. Л. Комаров. — М. ; Л. : Изд-во АН СССР, 1945. — Т. 11 / ред. тома Б. К. Шишкин. — С. 315—323. — 432 с. — 4000 экз.
- Шапаренко К. К. Род 820. Верблюжья колючка — Alhagi // Флора СССР = Flora URSS : в 30 т. / начато при рук. и под гл. ред. В. Л. Комарова. — М. ; Л. : Изд-во АН СССР, 1948. — Т. 13 / ред. тома Б. К. Шишкин, Е. Г. Бобров. — С. 367—373. — 588 с. — 4000 экз.
- Шапаренко К. К. Олигоценовая флора горы Ашутас в Казахстане / А. Н. Криштофович, И. В. Палибин, А. В. Ярмоленко, К. К. Шапаренко, Т. Н. Байковская, В. И. Грубов, И. А. Ильинская // Труды Ботанического института АН СССР. Серия 8 «Палеоботаника». — 1956. — Вып. 1. — С. 7—180.
- Шапаренко К. К. История сальвиний // Труды Ботанического института АН СССР. Серия 8 «Палеоботаника». — 1956. — Вып. 2. — С. 5—45.